# Chiesa di Santa Maria in Vado

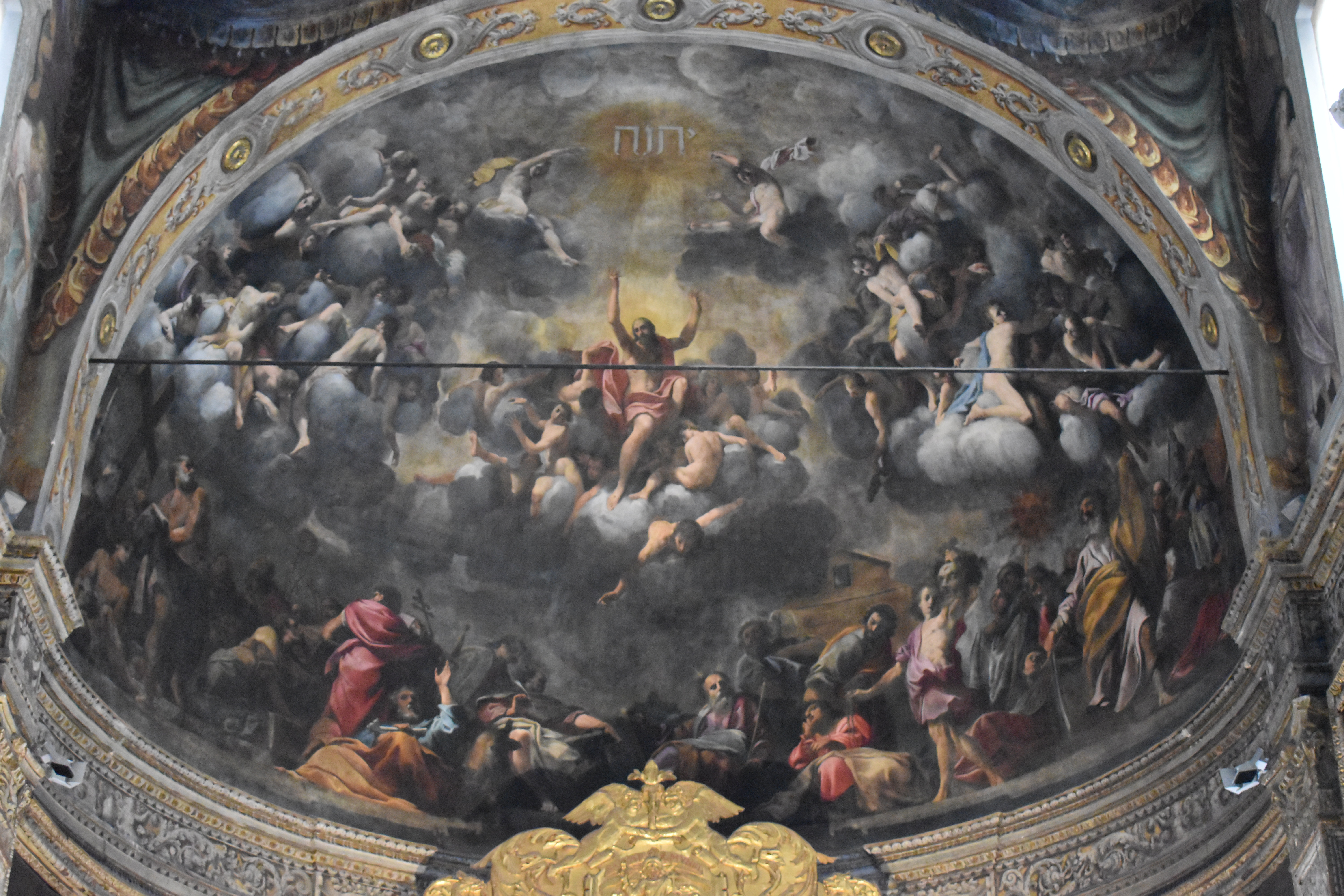
Carlo Bononi, Esaltazione del nome di Dio, 1617-1620, catino absidale

La chiesa dell'Annunciazione di Maria Santissima di Santa Maria in Vado si trova a Ferrara in via Borgovado 3, all'angolo con via Scandiana e venne ricostruita nel 1495 da Biagio Rossetti. Il nome deriva da un guado (vado) del Po, che si trovava nelle vicinanze. Una chiesetta sul sito è documentata fin dal X secolo.

## Storia
Sul sito sin dal V secolo esisteva un capitello, probabilmente con l'immagine di Maria Vergine detta di San Luca. Pochi secoli dopo venne eretto un primo tempio per permettere ai fedeli di seguire le funzioni religiose senza doversi recare alla basilica che si trovava sulla sponda a sud del Po. 
Verso la fine del XV secolo fu necessario ricostruire la chiesa, che versava in cattive condizioni. Le direttive partirono da Ercole I d'Este e vennero chiamati all'opera Biagio Rossetti, Ercole de' Roberti e Bartolomeo Tristano. Il nuovo tempio, ormai trasformato in basilica, venne consacrato nel 1518 nel giorno dell'Annunciazione di Maria Vergine.
Nel 1594 Alfonso II d'Este diede l'incarico ad Alessandro Balbi di costruire un piccolo tempietto dentro la basilica, per dare maggior rilievo al sito miracoloso.

### Miracolo eucaristico

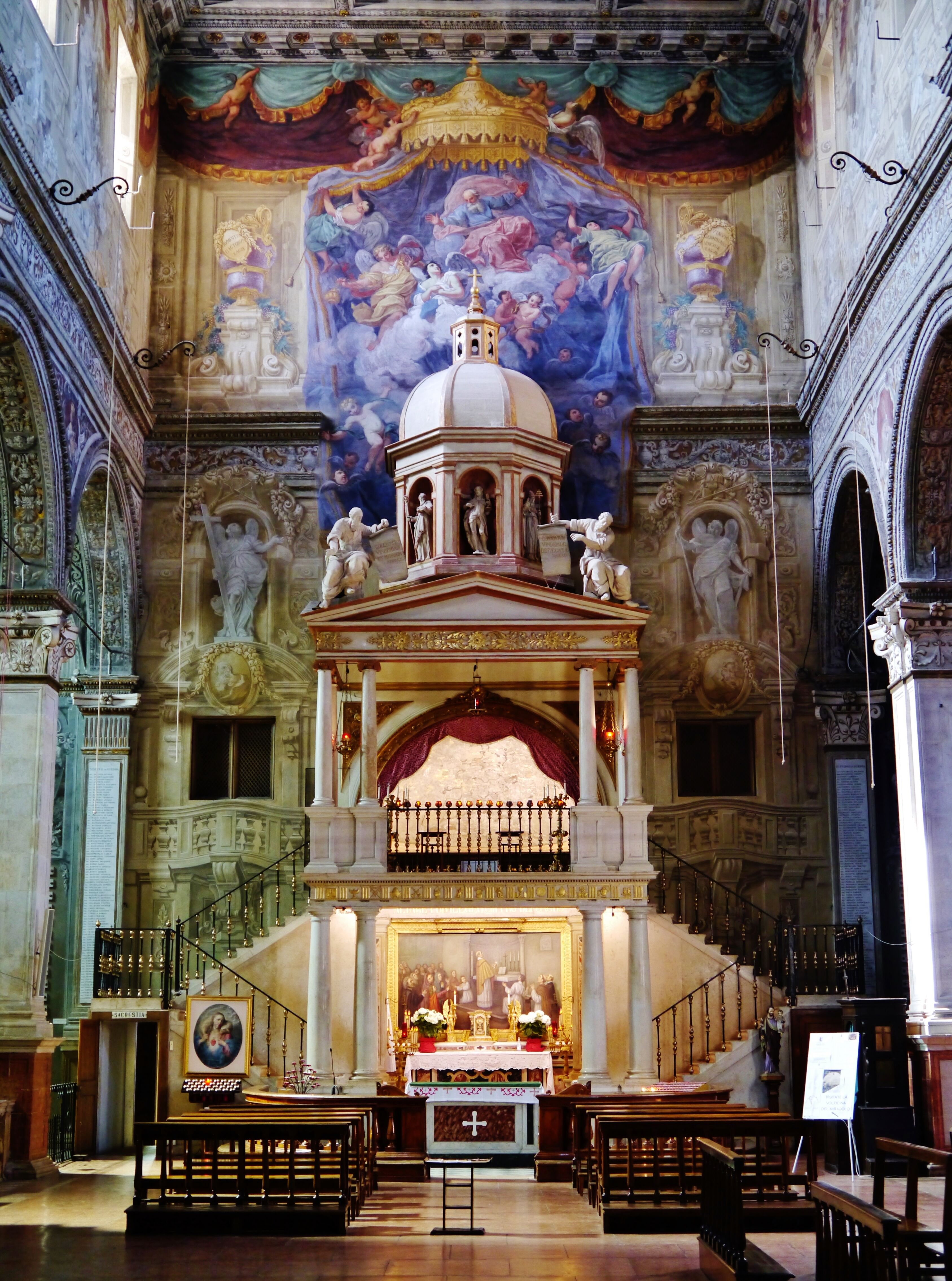
Tempietto del preziosissimo sangue, transetto destro

Nel giorno di Pasqua del 1171 fu sede di un miracolo eucaristico. Dall'ostia consacrata spezzata durante la funzione religiosa zampillò sangue che bagnò la volta che copriva l'altare. A questo miracolo si deve molta della fama della chiesa, che in origine aveva un aspetto molto più dimesso e si trovava in una zona ai margini dell'abitato. Il luogo divenne subito meta di pellegrinaggio e, su disposizione del duca Ercole I d'Este, l'architetto di corte Biagio Rossetti nel 1495 iniziò a progettare un suo restauro che inglobò ciò che era rimasto dell'antica chiesa di Santa Maria Anteriore e sulla quale aveva già lavorato l'architetto Alessandro Balbi.

## Descrizione

### Esterno
Il prospetto principale, rivolto a ovest, è realizzato in cotto e ha un portale in marmo attribuito ad Andrea Ferreri. Sulla facciata a nord, che si trova in via Scandiana, è presente un secondo ingresso. Questa seconda facciata ha dignità quasi pari alla principale.

### Interno
L'interno è riccamente decorato ed è suddiviso in tre navate. La pianta comprende il transetto e l'abside.
Sull'altare maggiore si trova la pala raffigurante l'Annunciazione opera di Camillo Filippi, padre del Bastianino, datata non oltre il 1560.
Principale realizzatore dei dipinti che decorano i soffitti della navata centrale, del transetto e del coro è stato il pittore ferrarese Carlo Bononi coadiuvato da Giulio Cromer nella Presentazione al tempio di Maria.
Nel Presbiterio troviamo i teleri del 1580 c. di Domenico Mona raffiguranti la Natività della Vergine e la Natività di Cristo,  affiancati da le Nozze di Cana e lo Sposalizio della Vergine realizzati a partire dal 1622 da Carlo Bononi, coadiuvato dalla sua bottega.
Nel catino absidale è raffigurata la Gloria del Santo Nome o Esaltazione del nome di Dio, sempre di Carlo Bononi dipinta a olio su intonaco tra il 1616 e il 1621.
Gli affreschi che decorano il transetto sono stati realizzati da Giuseppe Antonio Ghedini con la collaborazione di pittori quadraturisti ferraresi. Dello stesso pittore due dipinti di grandi dimensioni Il Sacrificio di Meldichisedec e Il mendico cacciato dal convitto di nozze si trovano nella cappella del Sacramento.
All'interno della chiesa sono presenti diverse copie ottocentesche di opere di Garofalo, Battista Dossi, Carpaccio, Panetti, Coltellini e altri realizzate in seguito al trasferimento degli originali presso la pinacoteca di Ferrara dove sono attualmente conservati.
il 26 marzo 1501 la volticina, dove la tradizione vuole che siano arrivate le gocce di sangue miracolose, fu spostata dalla parete originaria ed inserita nel transetto a destra che attualmente ospita il tempio del miracolo eucaristico. Questa ricca cappella è dotata di scaletta per salire al livello della volta.
Il braccio sinistro del transetto ospita l'organo monumentale cinquecentesco.
Il 25 marzo 1925 fu inaugurato il Lapidarium, ai lati della volticina. Si compone di due cappelle in cui sono esposte 529 piccole lapidi che ricordano altrettanti caduti ferraresi in guerra. Altre lapidi riportano cumulativamente i nomi dei caduti e dispersi dalla prima guerra d'indipendenza alla seconda guerra mondiale.